# Anges à cheval

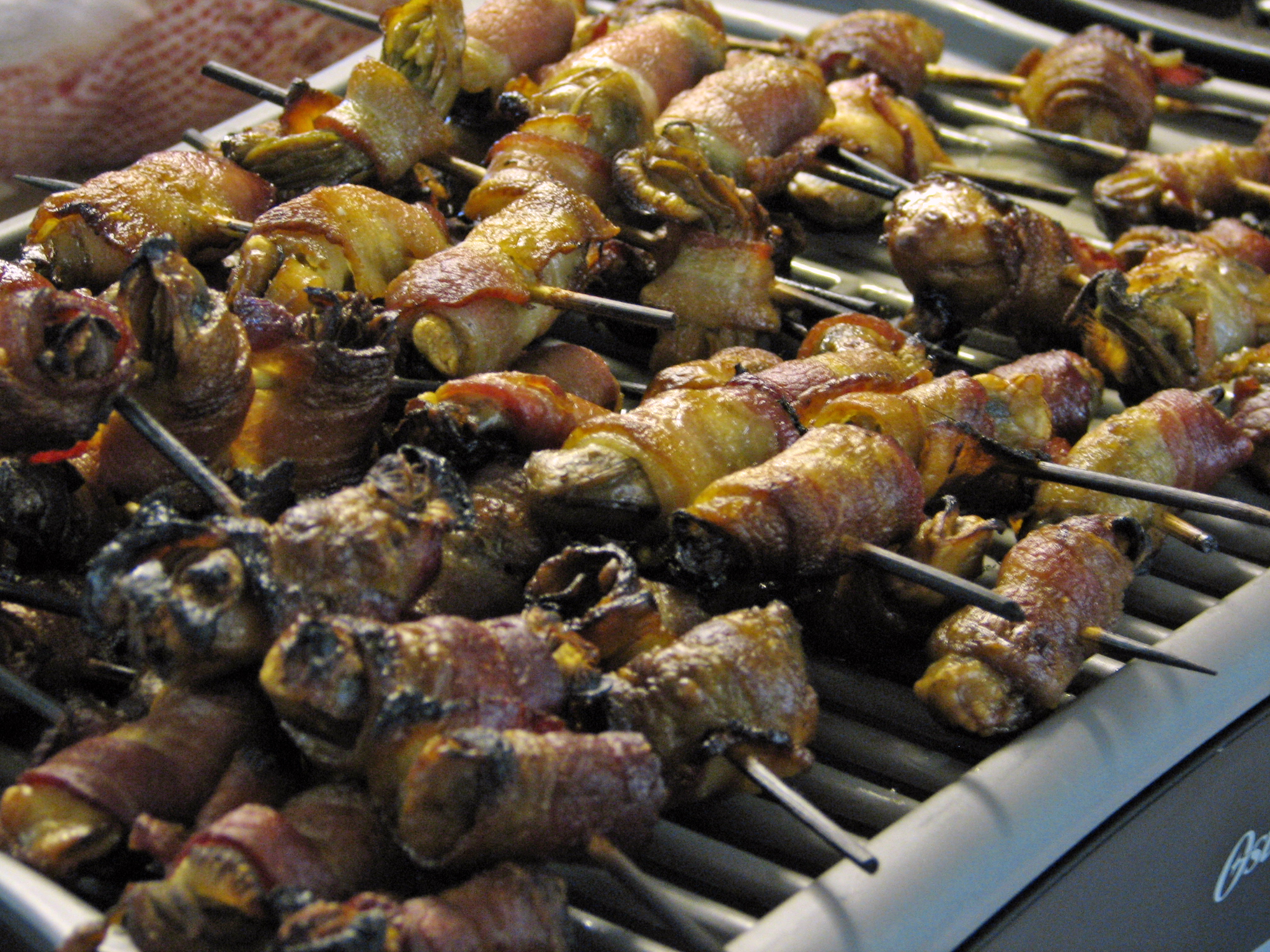
Des anges à cheval sur un barbecue.

Les anges à cheval, en anglais angels on horseback, sont un hors-d'œuvre chaud d’origine anglaise constitués d'huîtres grillées dans des tranches de bacon.
Les premières mentions apparaissent vers 1880 en Angleterre et une dizaine d’années plus tard aux États-Unis. La dénomination serait directement traduite du français sans qu’une corrélation avec les ingrédients ait pu être établie.
Selon la recette classique, les huîtres décoquillées sont enveloppées dans une tranche de bacon et cuites au four ou grillées, environ trois minutes de chaque côté. Elles sont consommées ensuite sur un toast ou, pour la version grillée, directement depuis la brochette.
L’huître peut également être remplacée par une coquille Saint-Jacques ou un pétoncle.